# لیتلتون (کنتاکی)
لیتلتون (به انگلیسی: Littleton) یک منطقهٔ مسکونی در ایالات متحده آمریکا است که در شهرستان کلی، کنتاکی واقع شده‌است. لیتلتون ۲۷۴٫۹۳ متر بالاتر از سطح دریا قرار دارد.